# 潜半夏
潜半夏，也称潜江半夏，是中华人民共和国湖北省潜江市的一个土特产半夏，是农产品地理标志登记产品。

## 特点
潜江位于江汉平原腹地，气候湿润将于充沛。潜江半夏较其他品种而言，每个复叶上有两个珠芽。其扛倒苗性较差，外形与安岳半夏相近，但叶片色泽更亮。1970年代，潜江县半夏开始进行野种转人工种植。1980年后，野生半夏逐渐减少。之后，潜江市半夏协会注册地理标志商标“潜半夏”（注册号9855613）。2016年，中华人民共和国农业部发布第一批农产品地理标志登记产品公告，潜半夏名列其中。